# Santa Perpètua de Gaià
Santa Perpètua de Gaià es una localidad española del municipio de Pontils, perteneciente a la provincia de Tarragona, en la comunidad autónoma de Cataluña.

## Toponimia
El nombre del lugar puede encontrarse referido con las variantes Santa Perpetua y Santa Perpètua de Gaià.

## Historia
A mediados del siglo XIX el lugar, por entonces cabeza de ayuntamiento, tenía contabilizada una población de 109 habitantes. La localidad aparece descrita en el decimosegundo volumen del Diccionario geográfico-estadístico-histórico de España y sus posesiones de Ultramar de Pascual Madoz de la siguiente manera:

PERPETUA (Sta.) l. cab. de ayunt. que forma con Pontils, San Magí y Vallespinosa en la prov. y dióc. de Tarragona (7 leg.), part. jud. de Momblanch (4 1/2), aud. terr., c. g. de Barcelona (13 1/2): sit. en un barranco á la márg. izq. del r. Gayá; rodeado de escarpados montes cubiertos de pinos y carrascas, goza de buena ventilacion y clima templado y sano; las enfermedades comunes son fiebres intermitentes. Tiene 50 casas, una igl parr. (Sta. Maria) de la que es aneja la de San Bartolomé del barrio de Segué, servida por un cura de primer ascenso, de provision real y ordinaria; el cementerio está fuera de la pobl. El térm. confina N. Pontils y San Magé; E. Querol; S. Pont. de Armentera y Vallespinosa, y O. este último, y otra vez Pontils; su jurisd. comprende los tres barrios de Montealegre, Vila de Perdins y Segué. El terreno en general es escabroso, de mediana calidad, y le cruza el citado r. Gayá, y varios caminos locales. El correo se recibe de Sta. Coloma. prod.: cereales, legumbres y poco vino; cria ganado lanar y de cerda, y caza de liebres y conejos. ind.: molinos de harina. pobl.: 20 vec., 109 alm.: cap. prod.: 1.634,415. imp.: 49.032.
(Madoz, 1849, p. 818)

En la actualidad pertenece al municipio de Pontils. En 2022 la entidad singular de población tenía empadronados 4 habitantes y el núcleo de población 3 habitantes.

## Patrimonio
En la localidad se encuentra la iglesia de Santa María.